# Problema della generalità multipla
Il problema della generalità multipla indica un fallimento della logica tradizionale nel descrivere alcune inferenze intuitivamente valide. Ad esempio, è intuitivamente chiaro che se:
Alcuni gatti sono temuti da ogni topo, allora è vero che Tutti i topi hanno paura di almeno un gatto.
La sintassi della logica tradizionale non consente di rappresentare correttamente proposizioni come questa che possiedono un doppio quantificatore (tutti e almeno; alcuni e ogni). Essa infatti possiede quattro forme che rappresentano soltanto un quantificatore: "Tutti gli A sono B", "Nessun A è B", "Alcuni A sono B" e "Alcuni A non sono B". Nella logica tradizionale, il secondo quantificatore è incorporato nel termine predicativo B, avendo la stessa struttura di frasi come "Alcuni A sono B", oppure "Tutti i C sono D", che sono chiaramente non valide.
Come alcuni commentatori riconobbero al suo autore, Gottlob Frege (nel suo Begriffsschrift del 1879) fu il primo autore a dare una rappresentazione corretta di questo tipo di proposizione.
Usando il calcolo predicativo moderno, si scoprirà che frasi di questo tipo sono ambigue. Ad esempi:
Alcuni gatti sono temuti da ogni topo,
potrebbe significare che  (qualche gatto è temuto) da ogni topo (parafrasabile come ogni topo teme qualche gatto), cioè
Per ogni topo t, esiste un gatto g tale che g è temuto da m:
{\displaystyle \forall t.\,(\,{\text{Topo}}(t)\rightarrow \exists g.\,({\text{Gatto}}(g)\land {\text{Teme}}(t,g))\,)}
ovvero che un gatto è (temuto da ogni topo) (parafrasabile come C'è un gatto temuto da tutti i topi), cioè
Esiste un gatto g, tale che per ogni topo t, g è temuto da t.
{\displaystyle \exists g.\,(\,{\text{Gatto}}(g)\land \forall t.\,({\text{Topo}}(t)\rightarrow {\text{Teme}}(t,g))\,)}
Questo esempio illustra l'importanza di specificare l'ambito di tali quantificatori come per tutti ed esiste.